# Iman Jamali
Iman Jamali (11 de octubre de 1991, Isfahán, Irán) es un jugador de balonmano húngaro-iraní que juega de lateral izquierdo en el Al Safa. Fue internacional con la selección de balonmano de Hungría, y anteriormente con la selección de balonmano de Irán.

## Palmarés

### Veszprém
- Liga húngara de balonmano (4): 2013, 2014, 2015, 2019
- Copa de Hungría de balonmano (4): 2013, 2014, 2015, 2018
- Liga SEHA (1): 2015

### Kristianstad
- Liga sueca de balonmano masculino (1): 2016

### Meshkov Brest
- Liga de Bielorrusia de balonmano (1): 2017
- Copa de Bielorrusia de balonmano (1): 2017

### Dinamo de Bucarest
- Copa de Rumania de balonmano (1): 2020

## Equipos
- Foolad Sepahan (2009-2012)
- MKB Veszprém KC (2012-2019)
- IFK Kristianstad (2015-2016) (cedido)
- Meshkov Brest (2016-2017) (cedido)
- Dinamo Bucarest (2019-2020)
- Ceglédi KKSE (2022-2023)
- Tatabánya KC (2023)
- Shabab Haret Saida (2023) (cedido)
- Al Safa (2024- )